# Gare de La Fresnais
La gare de La Fresnais est une gare ferroviaire française de la ligne de Rennes à Saint-Malo-Saint-Servan, située au bourg centre de la commune de La Fresnais, dans le département d'Ille-et-Vilaine en région Bretagne.
Elle est mise en service en 1864 par la compagnie des chemins de fer de l'Ouest.
C'est une halte voyageurs de la Société nationale des chemins de fer français (SNCF), desservie par des trains express régionaux TER Bretagne, circulant entre Rennes et Saint-Malo, via Dol-de-Bretagne.

## Situation ferroviaire
Établie à 5 mètres d'altitude, la gare de La Fresnais est située au point kilométrique (PK) 440,550 de la ligne de Rennes à Saint-Malo-Saint-Servan, entre la gare de Dol-de-Bretagne et la gare de La Gouesnière - Cancale - Saint-Méloir-des-Ondes. 

## Histoire
La station est mise en service par la Compagnie des chemins de fer de l'Ouest le 27 juin 1864, lorsqu'elle inaugure la ligne entre Rennes et Saint-Malo.
En 2000 la gare enregistre un trafic de 23 489 montées-descentes, mais un changement d'organisation dans le transport des scolaires fait baisser progressivement ce chiffre durant les années suivantes, en 2006 il n'est plus que de 7 236.

## Fréquentation
De 2015 à 2023, selon les estimations de la SNCF, la fréquentation annuelle de la gare s'élève aux nombres indiqués dans le tableau ci-dessous.
| Année           | 2015   | 2016   | 2017   | 2018   | 2019   | 2020  | 2021   | 2022   | 2023   |
| --------------- | ------ | ------ | ------ | ------ | ------ | ----- | ------ | ------ | ------ |
| Voyageurs seuls | 14 727 | 14 777 | 14 017 | 12 175 | 15 788 | 9 665 | 12 790 | 18 801 | 21 884 |

## Service des voyageurs

### Accueil
Halte SNCF c'est un point d'arrêt non géré (PANG), équipé de deux quais avec abris et panneaux d'informations. 

### Desserte
La Fresnais est desservie par des trains TER Bretagne de la ligne no 13, circulant entre Rennes et Saint-Malo, via Dol-de-Bretagne.

### Intermodalité
La ligne n°11 du réseau Malo Agglo Transports (MAT) dessert la gare, et permet de rallier Saint-Père-Marc-en-Poulet, Saint-Ginoux, Lillemer, d'une part, Hirel, Saint-Benoît-des-Ondes, Saint-Méloir-des-Ondes et Saint-Malo d'autre part.
Un abri pour les deux roues et un parking pour les véhicules sont aménagés.